# Ligne Itō
La ligne Itō (伊東線, Itō-sen) est une ligne ferroviaire de la préfecture de Shizuoka au Japon. Elle relie la gare d'Atami à celle d'Itō. La ligne fait partie du réseau de la East Japan Railway Company (JR East).

## Histoire
La ligne Itō a ouvert le 30 mars 1935 entre les gares d'Atami et d'Ajiro. Le 15 décembre 1938, la ligne est prolongée jusqu'à Itō.

## Caractéristiques

### Ligne
- Longueur : 16,9 km
- Écartement des voies : 1 067 mm
- Électrification : 1 500 Vcc par caténaire
- Vitesse maximale : 95 km/h
- Nombre de voies : voie unique

### Tracé
|  |

### Liste des gares

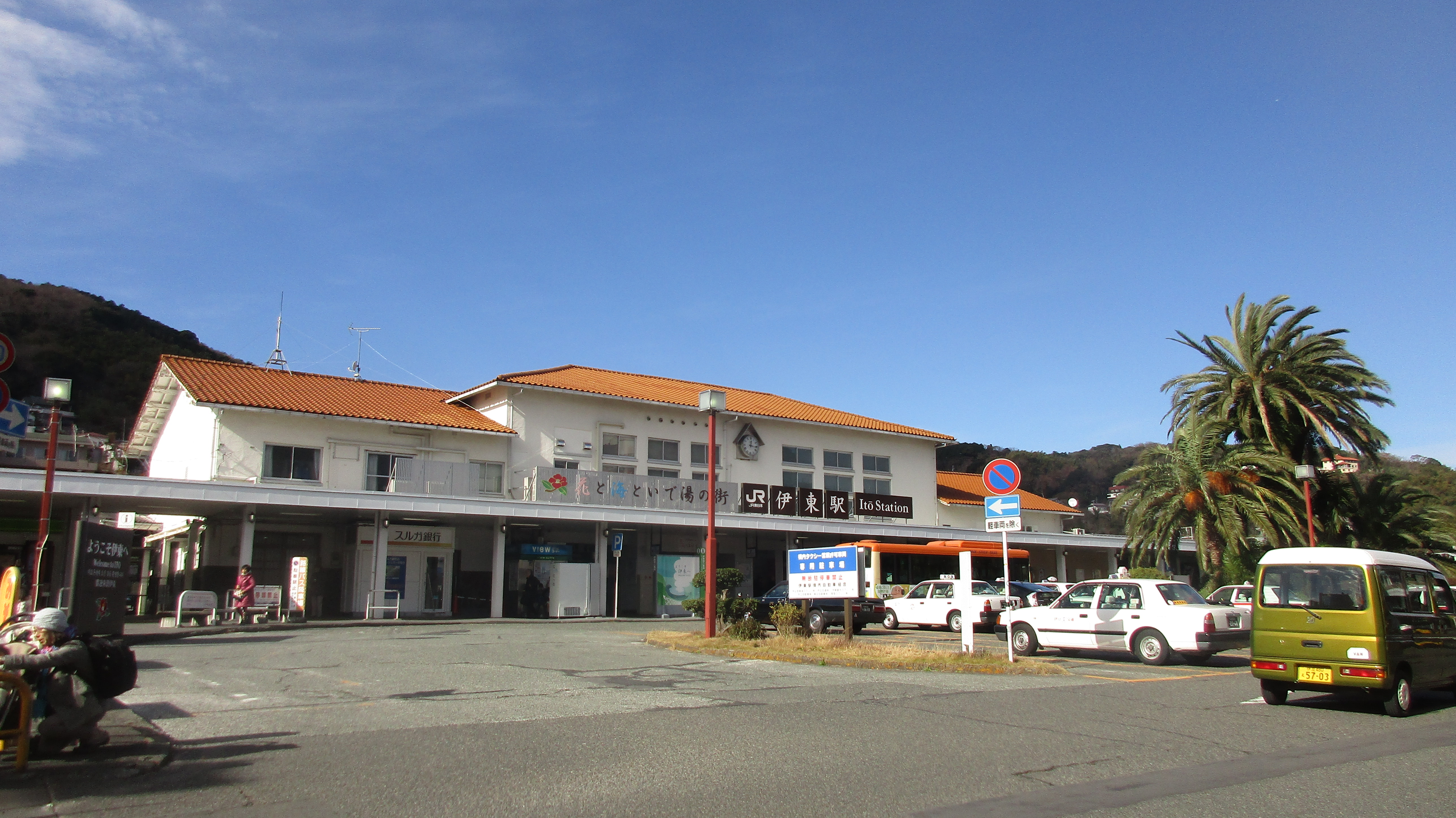
La gare d'Itō en 2016.

La ligne Itō comporte 6 gares.
| Numéro | Gare       | Nom japonais | Distance depuis Atami (km) | Correspondances                                                             | Localisation |
| ------ | ---------- | ------------ | -------------------------- | --------------------------------------------------------------------------- | ------------ |
| JT21   | Atami      | 熱海         | 0                          | JR East : Tōkaidō (interconnexion) JR Central : Tōkaidō Shinkansen, Tōkaidō | Atami        |
| JT22   | Kinomiya   | 来宮         | 1,2                        |                                                                             | Atami        |
| JT23   | Izu-Taga   | 伊豆多賀     | 6,0                        |                                                                             | Atami        |
| JT24   | Ajiro      | 網代         | 8,7                        |                                                                             | Atami        |
| JT25   | Usami (ja) | 宇佐美       | 13,0                       |                                                                             | Itō          |
| JT26   | Itō        | 伊東         | 16,9                       | Izukyū : Izu Kyūkō (interconnexion)                                         | Itō          |

## Matériel roulant

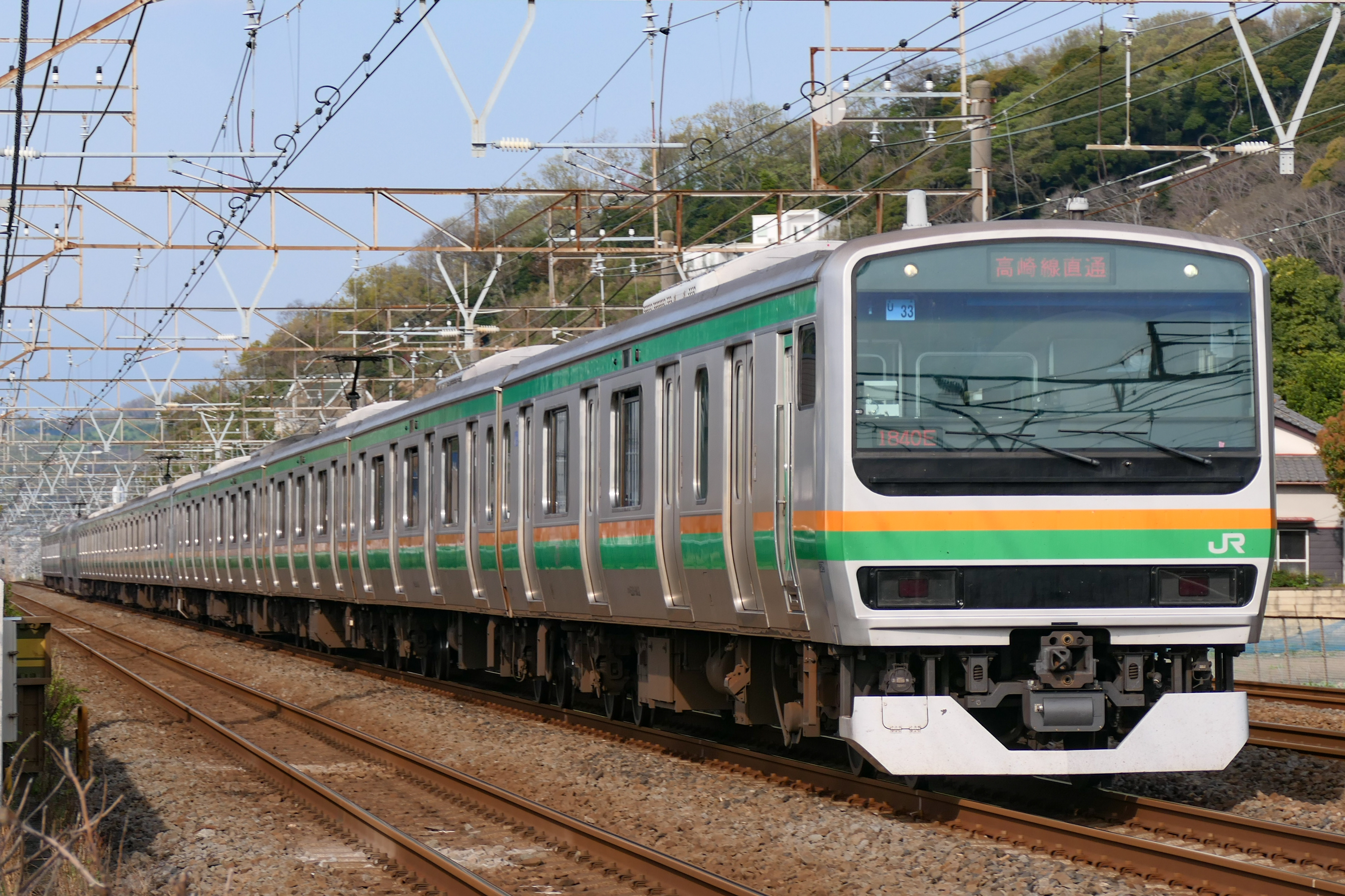
JR East série E231.
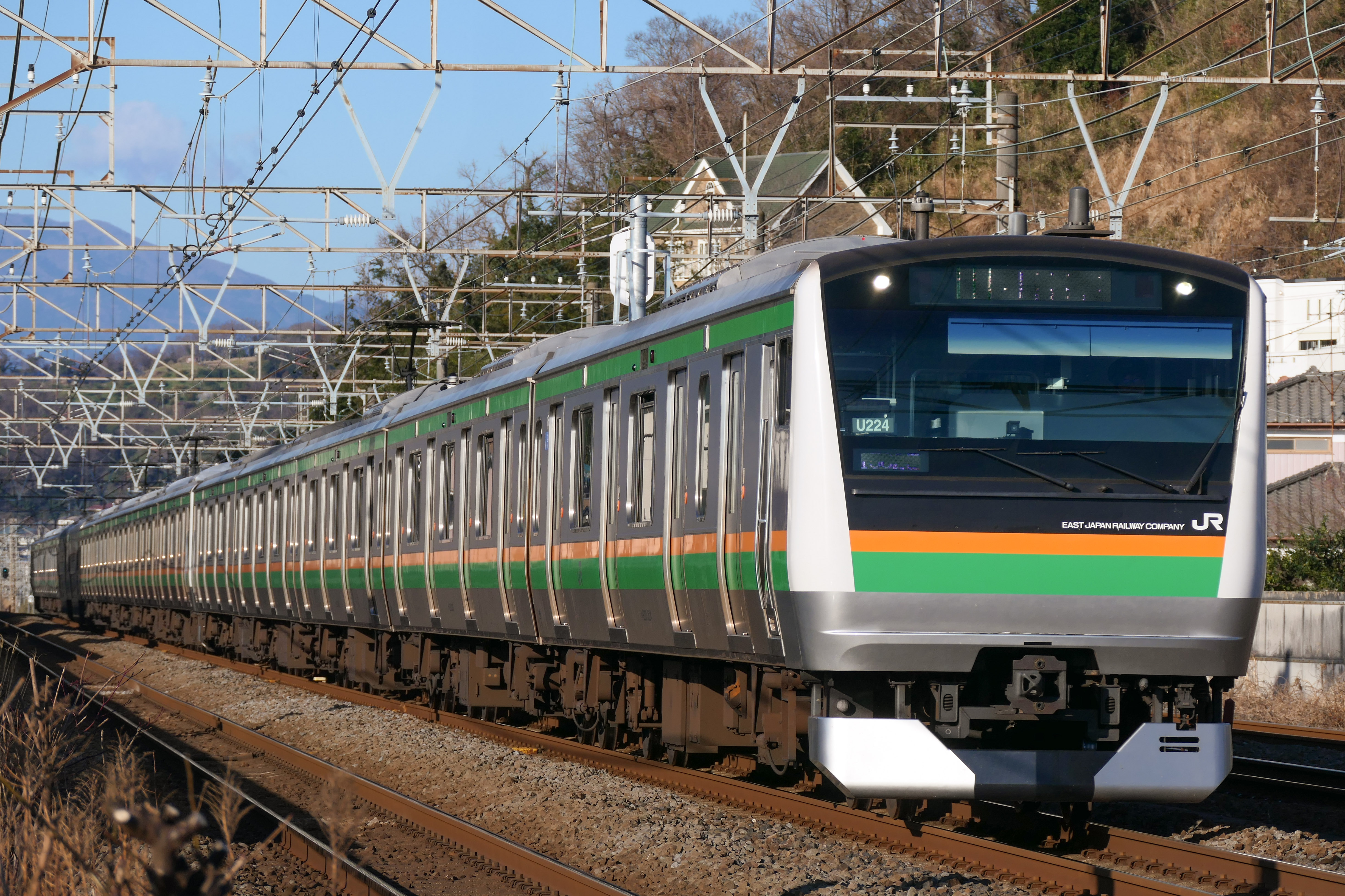
JR East série E233.
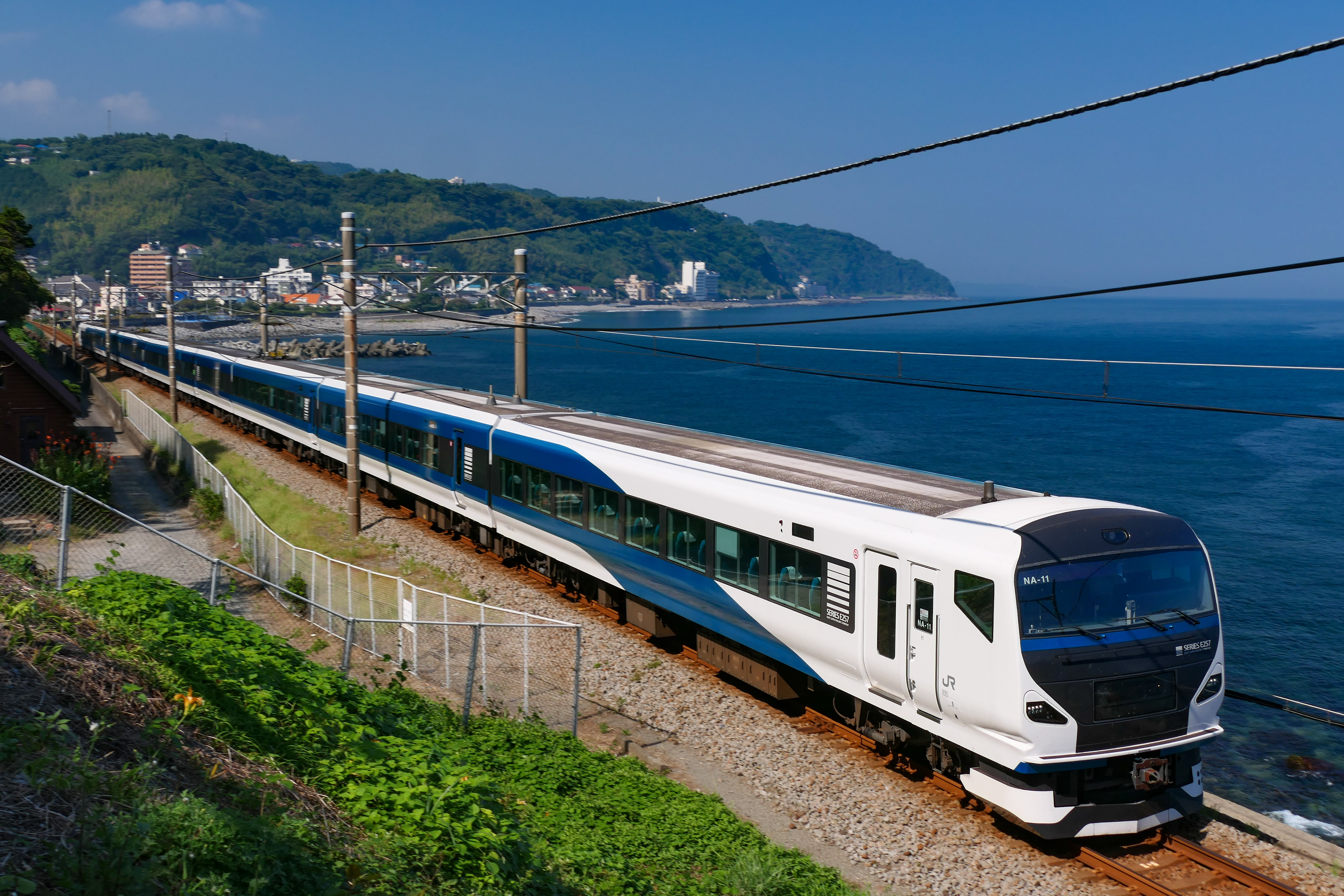
JR East série E257 Odoriko.
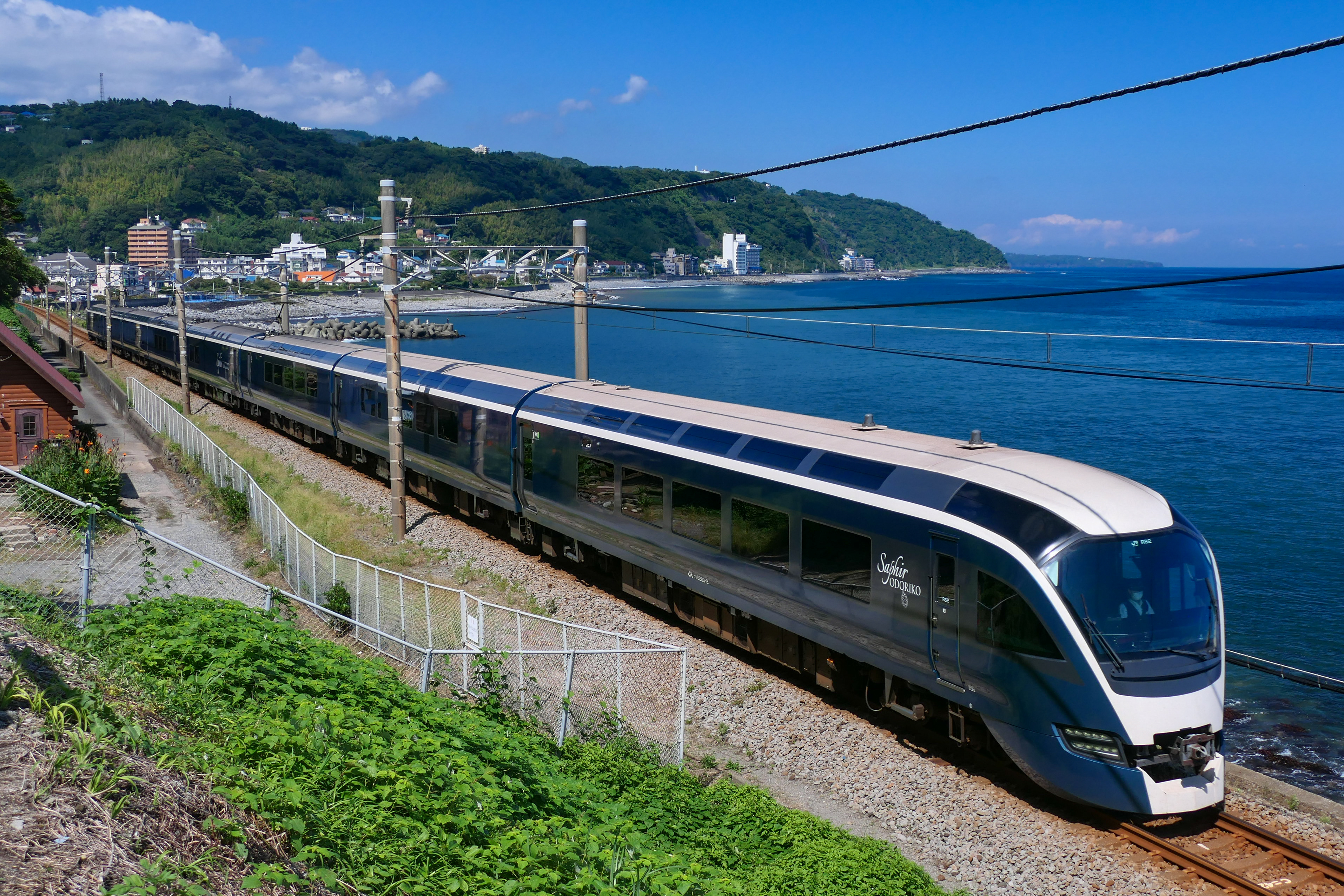
JR East série E261 Saphir Odoriko.
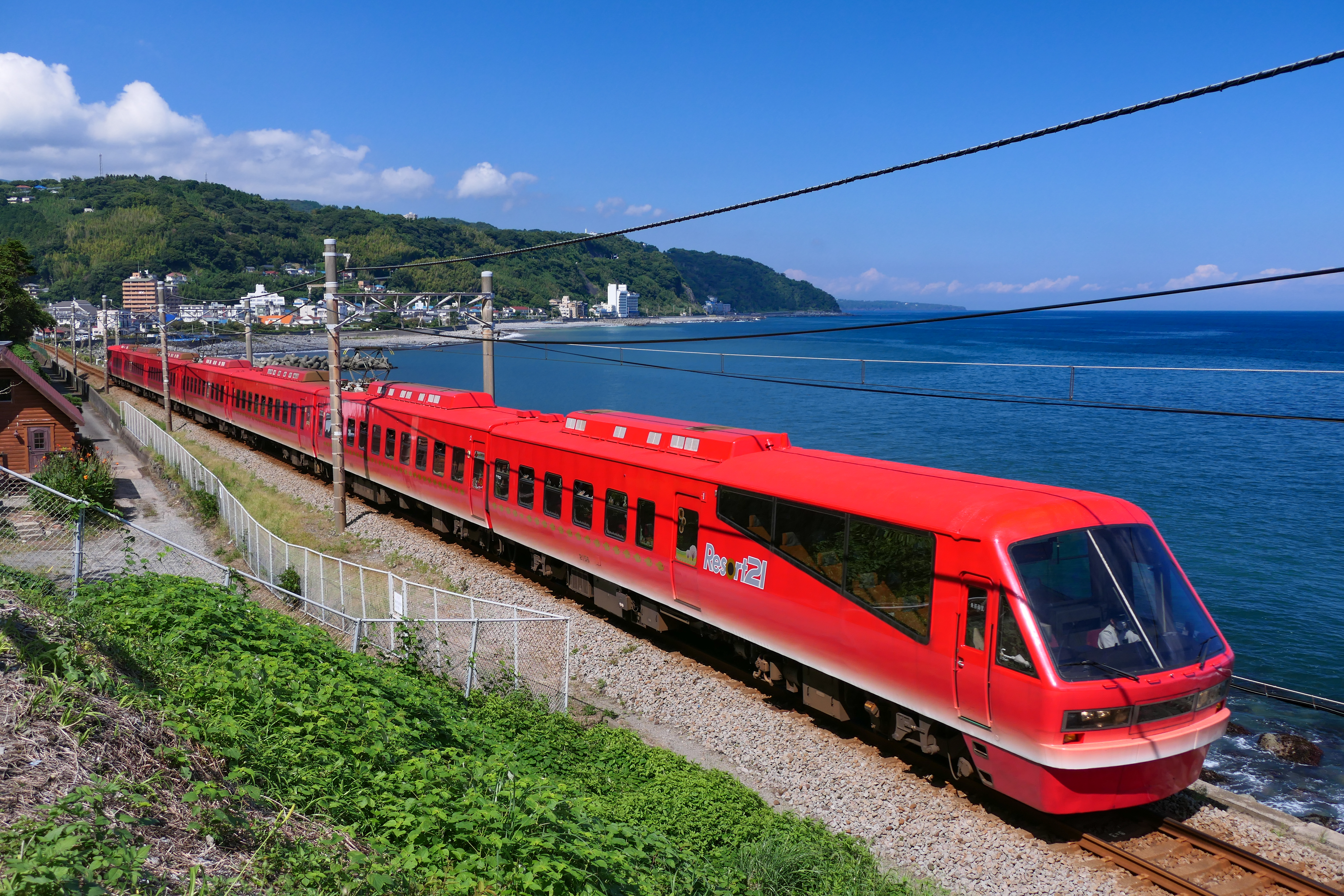
Izukyū série 2100.
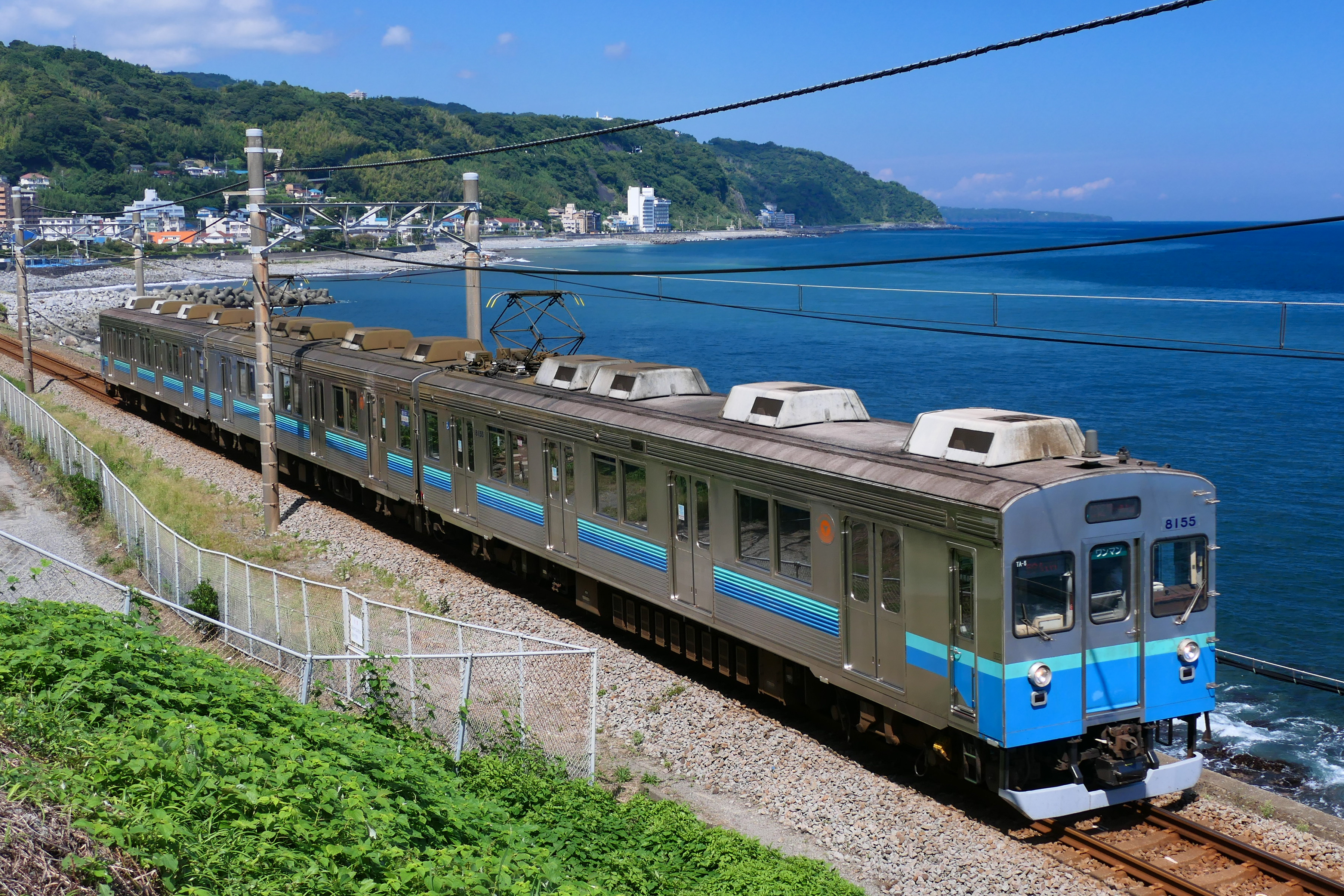
Izukyū série 8000.